# Vernaux
Vernaux (okzitanisch Vernaus) ist ein Bergdorf und eine kleine südfranzösische Gemeinde mit 34 Einwohnern (Stand 1. Januar 2022) im Département Ariège in der Region Okzitanien.

## Lage
Der Ort Vernaux liegt in einer Höhe von etwa 785 m ü. d. M. und somit ca. 250 m über dem Tal der Ariège in den nördlichen Ausläufern der Pyrenäen. Der Kurort Ax-les-Thermes befindet sich nur etwa 12 km (Fahrtstrecke) in südöstlicher Richtung; die Städte Foix und Pamiers liegen etwa 36 bzw. 56 km nordwestlich. Die Temperaturen sind gemäßigt; die Niederschläge (ca. 850 mm/Jahr) verteilen sich übers ganze Jahr.

## Bevölkerungsentwicklung
| Jahr      | 1800 | 1851 | 1901 | 1954 | 1999 | 2014 |
| Einwohner | 108  | 133  | 116  | 63   | 28   | 31   |

Seit dem ausgehenden 19. Jahrhundert führten die Reblauskrise und die Mechanisierung der Landwirtschaft zu einem Verlust an Arbeitsplätzen und in der Folge zu einem kontinuierlichen Rückgang der Einwohnerzahlen bis auf die Tiefstwerte der letzten Jahrzehnte.

## Wirtschaft
Die Einwohner von Vernaux leben hauptsächlich von der Landwirtschaft, wobei die Viehwirtschaft und damit die Milch- und Käseproduktion im Vordergrund steht, aber auch Weinbau wird wieder in geringem Umfang betrieben. Einige Einwohner arbeiten im Talk-Abbau oder in der Talkfabrik von Luzenac; außerdem spielt der Tourismus – auch in der Form der Vermietung von Ferienhäusern (gîtes) – eine wichtige Rolle im Wirtschaftsleben der kleinen Gemeinde.

## Geschichte
Die erstmalige Erwähnung des Ortes und seiner Kirche stammt aus einer Schenkungsurkunde der Grafen von Foix an die Abtei Cluny aus dem Jahr 1074; diese gab die Kirche wenig später in die Obhut der Abtei Sainte-Marie de Lagrasse.

## Sehenswürdigkeiten
- Die neben dem örtliche Friedhof stehende Pfarrkirche Sainte-Marthe ist ein aus nicht sehr exakt bearbeiteten Tuffsteinen errichteter einschiffiger, aber dreiapsidialer Bau des ausgehenden 11. oder beginnenden 12. Jahrhunderts. Die Fenster der ungegliederten Apsiden weisen nach Osten, wenngleich ihre Anordnung der einer Drei-Konchen-Kirche ähnelt. Die schmucklose Westfassade mit ihrem zugemauerten Portal wird von einem zweigeteilten Glockengiebel überragt; das schlichte heutige Portal befindet sich hinter einem halbrunden Vorbau auf der Nordseite. Das tonnengewölbte Kirchenschiff wurde im 19. Jahrhundert ausgemalt; in den Apsiden befinden sich denkmalgeschützte Freskenreste aus dem 14. oder 15. Jahrhundert.[3] Der Kirchenbau selbst ist bereits seit dem Jahr 1910 als Monument historique anerkannt.[4]
- In unmittelbarer Nähe des Friedhofs steht ein Megalith, dessen Spitze von einem schmiedeeisernen Kreuz bekrönt wird.